# Snökobb
Snökobb är en klippa i Finland.   Den ligger i kommunen Pargas i den ekonomiska regionen  Åboland  och landskapet Egentliga Finland, i den sydvästra delen av landet, 210 km väster om huvudstaden Helsingfors.
Terrängen runt Snökobb är mycket platt.  Det finns inga samhällen i närheten. 